# (3149) Okudzhava
(3149) Okudzhava es un asteroide perteneciente al cinturón de asteroides, descubierto el 22 de septiembre de 1981 por Zdeňka Vávrová desde el Observatorio Kleť, České Budějovice, República Checa.

## Designación y nombre
Designado provisionalmente como 1981 SH. Fue nombrado Okudzhava en honor al cantautor ruso soviético Bulat Okudzhava.